# رادوستین کیشیشف
رادوستین کیشیشف (بلغاری: Радостин Проданов Кишишев؛ زادهٔ ۳۰ ژوئیهٔ ۱۹۷۴) بازیکن سابق و مربی فوتبال اهل بلغارستان است.
از باشگاه‌هایی که در آن بازی کرده‌است می‌توان به باشگاه فوتبال برایتون اند هوو آلبیون، باشگاه فوتبال بورسااسپور، باشگاه فوتبال لیدز یونایتد، باشگاه فوتبال لستر سیتی، باشگاه فوتبال چارلتون اتلتیک، و باشگاه فوتبال لیتکس لووچ اشاره کرد.
وی همچنین در تیم ملی فوتبال بلغارستان بازی کرده‌است.